# Королівський інститут Великої Британії
Королі́вський інститу́т Вели́кої Брита́нії часто просто Королі́вський інститу́т (англ. Royal Institution of Great Britain, Ri) — наукове товариство у Лондоні, засноване у 1799 році для сприяння масовій освіті і прикладним науково-технічним дослідженням. В англомовних країнах використовується скорочення назви Ri або RI.

## Історична довідка
У створенні Королівського інституту (1799 рік) взяли участь багато провідних британських учених, серед яких особливу активність виявили відомий фізик Генрі Кавендіш та перший президент Інституту Джордж Фінч. До основних завдань Інституту було віднесено поширення знань та сприяння застосуванню науки та техніки у повсякденному житті (включаючи навчання, курси філософських лекцій та експерименти). До 1800 були зібрані благодійні кошти від різних філантропів та фондів, орендовано будинок на Олбемарл-стріт (Albemarle Street, район Мейфер, Лондон) й отримана королівська хартія, яка не лише дала Інституту право називатись Королівським, але й надавала низку привілеїв для його діяльності.

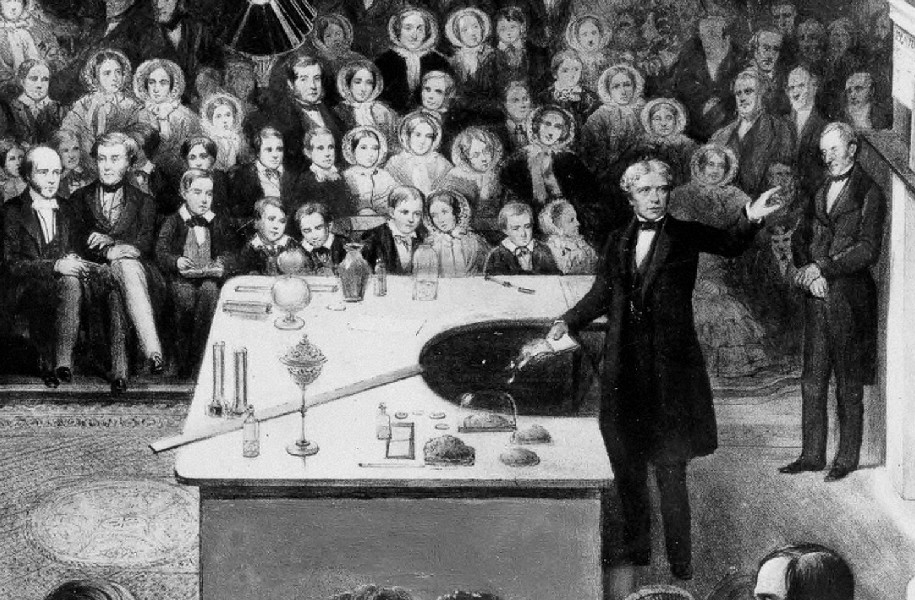
Лекцію читає Майкл Фарадей, 1856

Одночасно з початком діяльності Інститут організував загальнодоступні цикли лекцій з широкої тематики, багато з яких продовжуються й у наші дні. Також було організовано лабораторії для наукових досліджень та запрошено кваліфікованих учених.

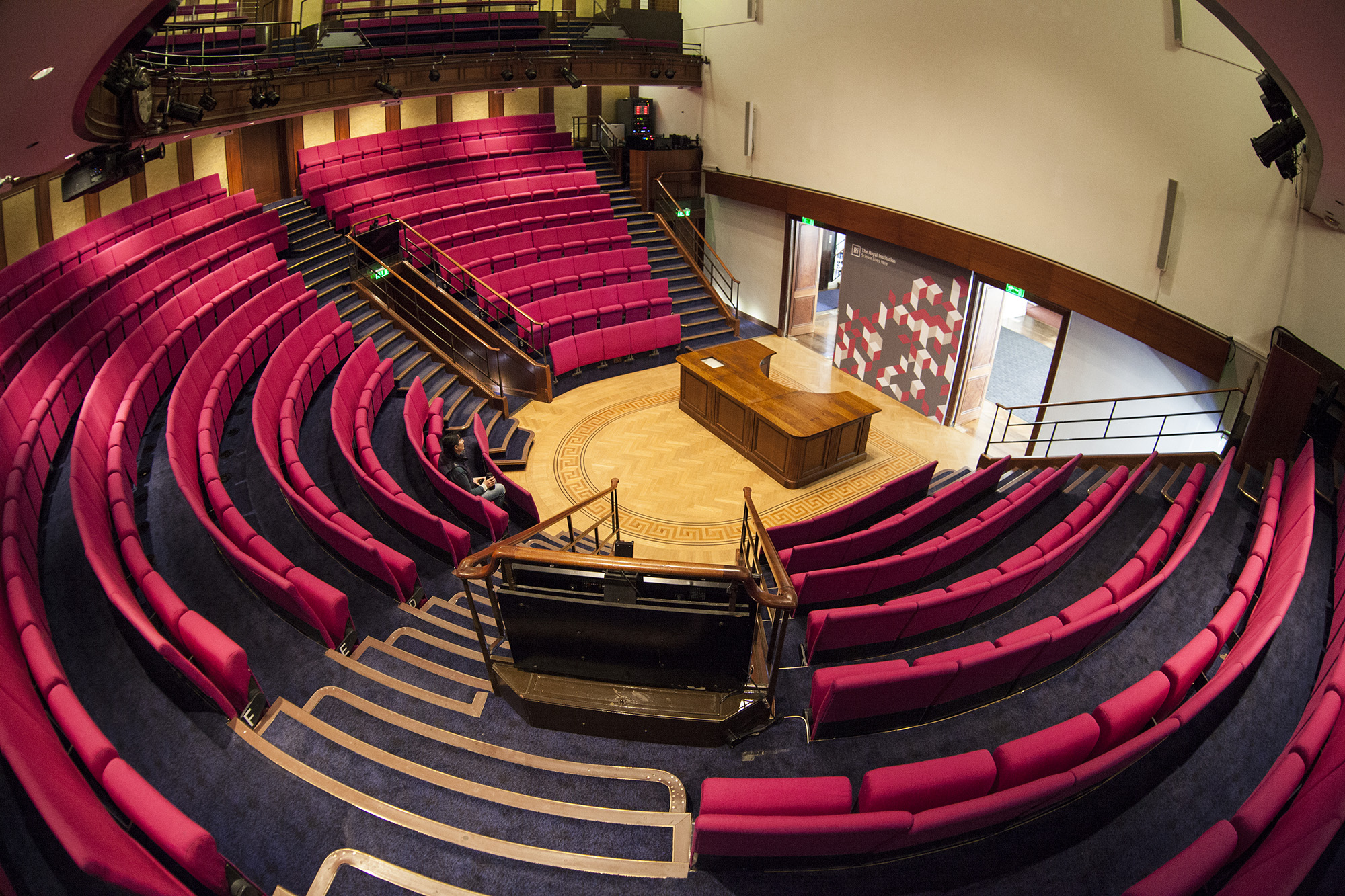
Лекційна зала Королівського інституту (Лондон). Тут Майкл Фарадей вперше продемонстрував явище електромагнетизму

Серед співробітників Інституту були відомі науковці і у тому числі 15 нобелівських лауреатів:
- Вільям Генрі Брегг і його син Вільям Лоренс Брегг, нобелівські лауреати 1915 року
- Джон Гердон, нобелівський лауреат 2012 року
- Джеймс Дьюар
- Гамфрі Деві
- Генрі Дейл, нобелівський лауреат 1936 року
- Джон Кендрю і Макс Фердинанд Перуц, нобелівські лауреати 1962 року
- Дороті Кроуфут Годжкін, нобелівський лауреат 1964 року
- Пітер Медавар, нобелівський лауреат 1960 року
- Джордж Портер, нобелівський лауреат 1967 року
- Ернест Резерфорд, нобелівський лауреат 1908 року
- Джон Вільям Стретт (лорд Релей), нобелівський лауреат 1904 року
- Джозеф Джон Томсон, нобелівський лауреат 1906 року
- Майкл Фарадей, більшість своїх досліджень провів в лабораторіях Інституту
- Ендрю Філдінг Гакслі, нобелівський лауреат 1963 року
- Чарлз Скотт Шеррінгтон, нобелівський лауреат 1932 року
- Ентоні Г'юїш, нобелівський лауреат 1974 року

В лабораторіях Інституту був створений перший електрогенератор (Фарадей), досліджено атомну структуру кристалів, відкрито десять нових хімічних елементів: Калій, натрій, барій, бор, кальцій, хлор, магній, стронцій, йод, аргон
У 1973 році відкрито музей Фарадея. Одна з його кімнат відтворює лабораторію Фарадея.

## Сучасний стан

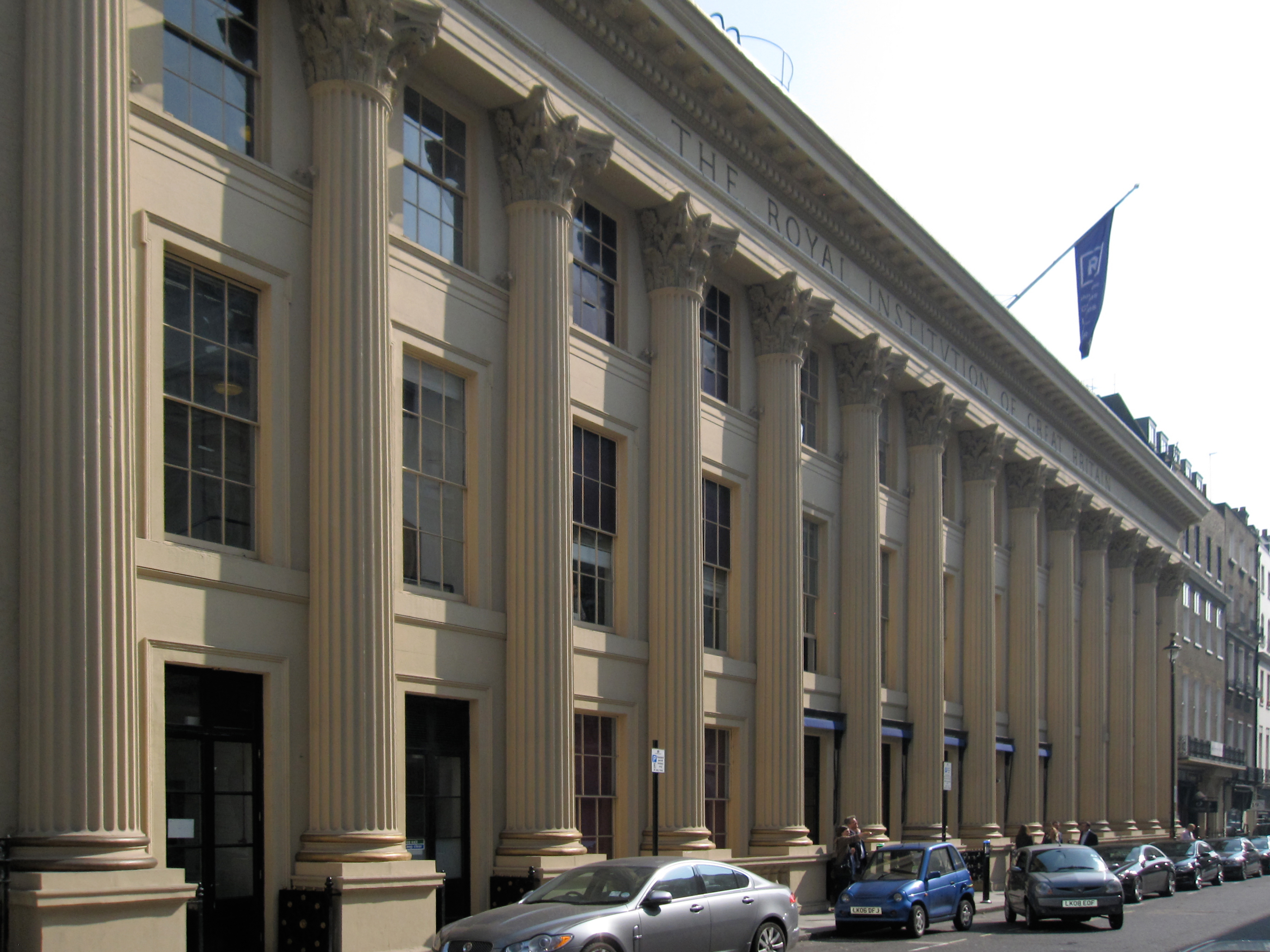
Королівський інститут, 2011

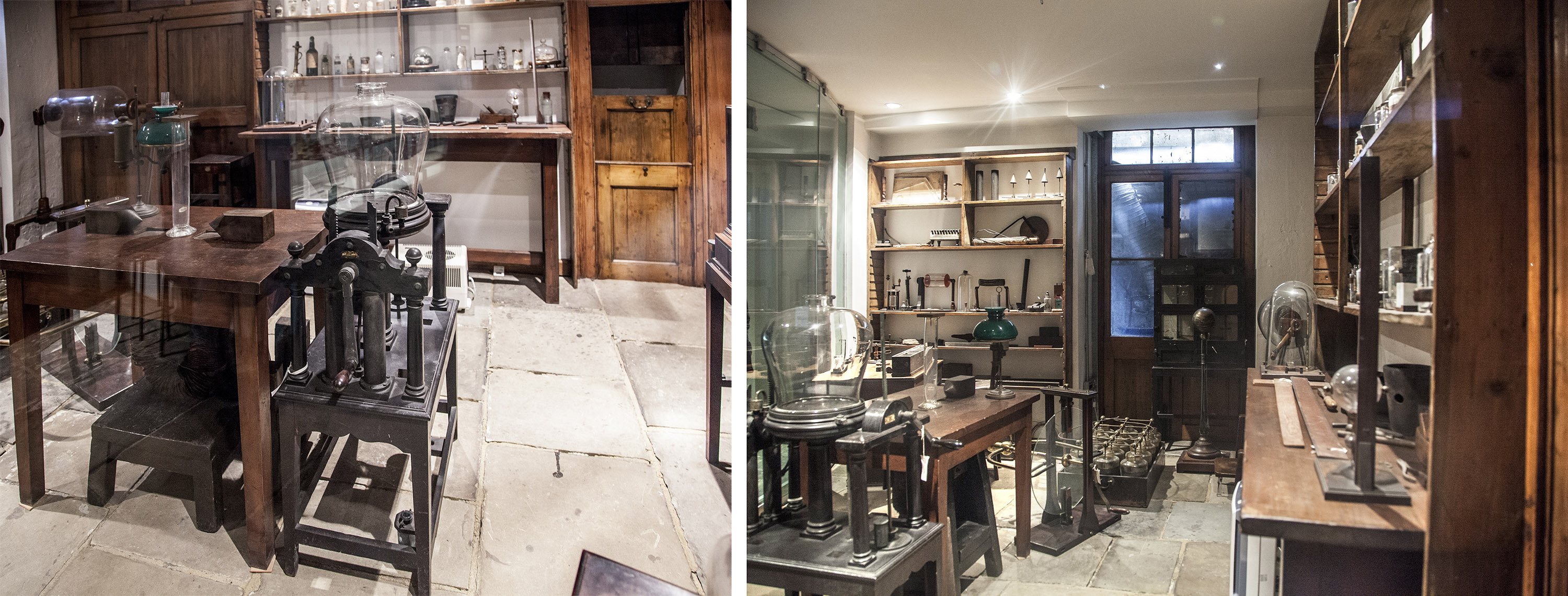
Лабораторія Фарадея 50-х років XIX ст. в Музеї Фарадея Королівського інституту в Лондоні

Членство в Інституті відкрите всім, хто згоден сплачувати щорічний внесок; співробітники та члени Інституту мають право вказувати на своїй візитній картці абревіатуру FRI та MRI відповідно. Покровителем Інституту вважається Принц Уельський. Інститут проводить близько сотні заходів щороку з різної тематики. Багато лекцій читають визнані фахівці. Знімаються відеофільми науково-популярного спрямування, з грудня 2011 року працює Інтернет-телеканал «Ri Channel».
Інститут продовжує проводити наукові експерименти у Дослідницькій лабораторії Деві-Фарадея (англ. Davy-Faraday Research Laboratory, DFRL), одній із найавторитетніших у Великій Британії (зокрема у галузі нанотехнологій).